# Palau dels Prínceps-Bisbes de Lieja

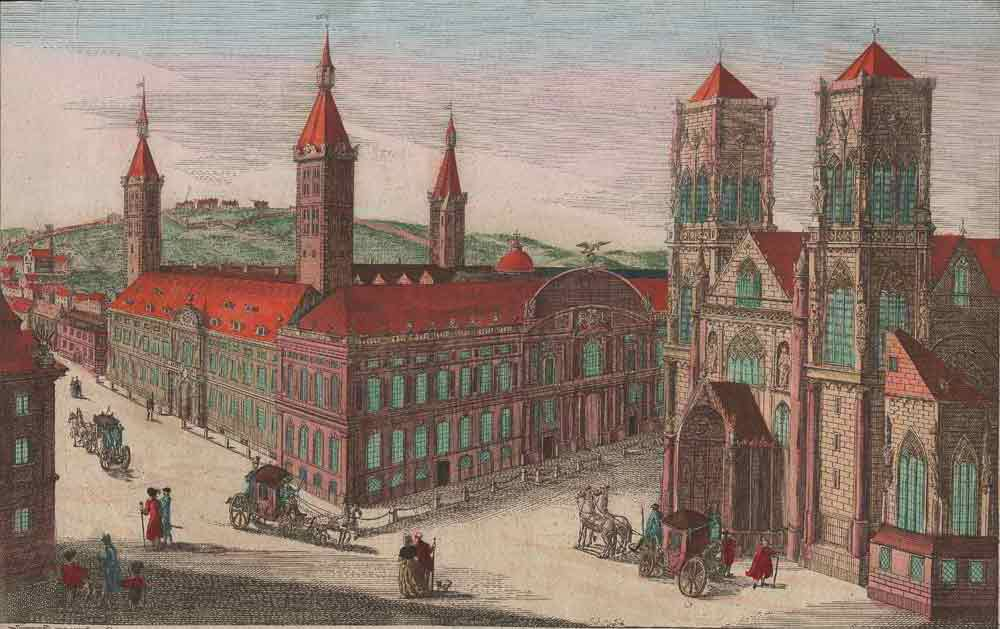
El Palau dels Prínceps-Bisbes
i la catedral de Sant Lambert
al segle XVIII

 El Palau del Prínceps-Bisbes de Lieja (Palais des Princes-Évêques en francès) era el palau i la seu administrativa del prínceps-bisbes del principat de Lieja. Es troba a la plaça Saint-Lambert, al centre de la ciutat de Lieja. Fa part del Patrimoni excepcional de Valònia.

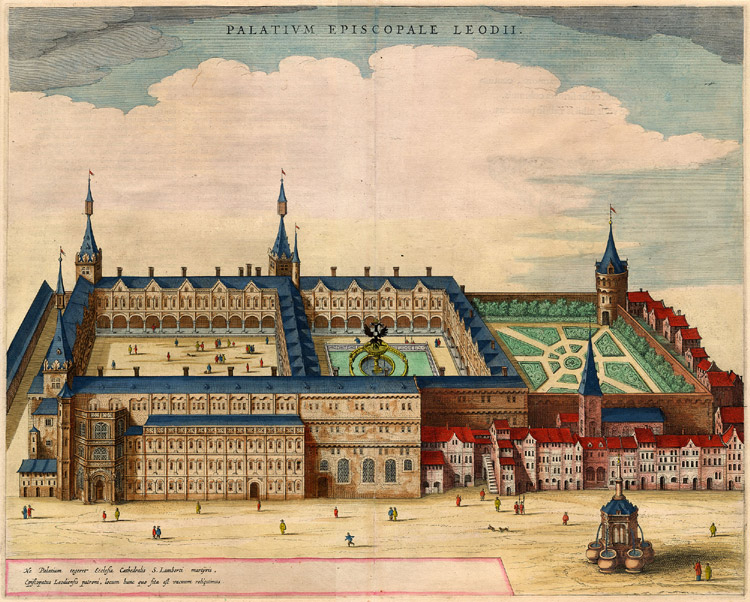
El palau al 1649

La seva imponent façana domina la plaça de Sant Lambert, centre de la vida comerciant de Lieja i on s'aixecava fins a la revolució francesa la Catedral de Sant Lambert.
Dues construccions van precedir l'actual palau. Un primer palau integrat dintre de les fortificacions va ser edificat cap a l'any mil pel príncep-bisbe Notger. Aquest palau, que va ser destruït per un incendi l'any 1185, fou reconstruït sota Raúl de Zähringen. La segona construcció, fortament deteriorada després del saqueig de 1468 pels Ducs de Borgonya, va tenir la mateixa sort l'any 1505.
Quan el 1505 el príncep-bisbe Érard de la Mark va accedir al tron, va trobar un palau en ruïnes i confià la construcció d'un nou palau al contractista Arnold Van Mulken el 1526 que fou acabat a finals del segle xvi.
El 1685, Maximilià Enric de Baviera va encarregar l'escultor Jean Del Cour de modernitzar la "sala blava" i la sala dels escabins. La tribuna que va realitzar per a aquesta sala s'ha transferit a la sala de l'actual consell provincial. La façana principal fou totalment refeta després de l'incendi de 1734 durant el regne del príncep bisbe Jordi Lluís de Berghes sota la direcció de l'arquitecte brussel·lès Jean-André Anneessens, fill de François Anneessens en estil Louis XIV-Régence. El seu gran pati està rodejat de galeries arquejades i de 60 elegants columnes amb capitells ricament ornamentats. La varietat de la décoració de les columnes és extraordinària. El petit pati on s'accedeix mitjançant els passadissos és més íntim.
L'any 1849, l'arquitecte Jean-Charles Delsaux va construir una nova ala en estil neogòtic per tal d'acollir la sala del consell de la diputació provincial i la residència del governador.
Actualment la diputació provincial i una part de la justícia ocupen l'edifici.
Les diverses corts de justícia de Lieja es troben disperses en una quinzena de llocs dintre de la ciutat. La construcció d'una extensió damunt la via del ferrocarril Lieja-Hasselt, segons els plans de l'arquitecte Claude Strebelle al costat del Palau no fa pas la unanimitat. Aquest projecte aspira d'un costat a concentrar tota l'administració judicial en un lloc i d'altre costat de junyir dos barris de la ciutat que van separar-se per al ferrocarril al segle xix i per a les demolicions de centenars de cases per a construir una autopista dit «de penetració» - mai acabada - al segle xx.